# Im Klauberg
Als Im Klauberg, teilweise auch Zu Klauberg, wurde bis in die erste Hälfte des 20. Jahrhunderts hinein eine Streusiedlung in der bergischen Großstadt Solingen bezeichnet. Die so bezeichneten Orte, meist ehemalige Bauernhöfe, liegen in der Umgebung der heutigen Wohnsiedlung Hasseldelle. Sie werden heute, abgeleitet von den amtlichen Solinger Straßennamen, als Hasseldeller Weg oder Hasseldeller Ufer bezeichnet. Teils war und ist auch der Name Hohenklauberg gebräuchlich, der bis heute im Solinger Stadtplan verzeichnet ist.

## Lage und Beschreibung
Im Klauberg befindet sich im östlichen Bereich des Stadtbezirks Solingen-Mitte nahe der Stadtgrenze zu Wuppertal, die im Osten durch den Fluss Wupper gebildet wird. Die Streusiedlung liegt an bzw. am Rand eines Höhenzugs, auf dem die Hasselstraße verläuft und auf dem sich heute die Wohnsiedlung Hasseldelle befindet. Nach Norden wird der Höhenzug durch mehrere kleinere Bäche entwässert, darunter der Hasseldeller Bach und der Kirschbaumsklauberger Bach. die im Norden in den Stöckener Bach münden. An dessen Ufer befindet sich der heute als Hasseldeller Ufer bezeichnete Wohnplatz, der früher auch als Im Klauberg bezeichnet wurde (Lage). Entlang des Hasseldeller Wegs sind noch mehrere historische Fachwerkhäuser erhalten, von denen ein Gebäudekomplex heute unter Denkmalschutz steht.
Teilweise wurde auch ein einzelner Bauernhof am heutigen Efeuweg 4 als Im Klauberg bezeichnet (Lage). Dieser ging allerdings in der geschlossenen Einfamilienhaussiedlung Ginsterweg vollständig auf.
Benachbarte Orte sind bzw. waren (von Nord nach West): Schrodtberg, Kohlfurth, Hasseldelle, Papiermühle, Sturmsloch, Theegarten, Altenbau, Kannenhof, Klauberg, Erbenhäuschen und Stöcken.

## Etymologie
Die Ortsbezeichnung ist von dem alten Hofschaftsnamen Klauberg abgeleitet, der seit dem 14. Jahrhundert nachgewiesen ist. Von diesem ist auch die Gewannenbezeichnung Hohenklauberg für den Höhenzug der heutigen Hasseldelle abgeleitet.

## Geschichte

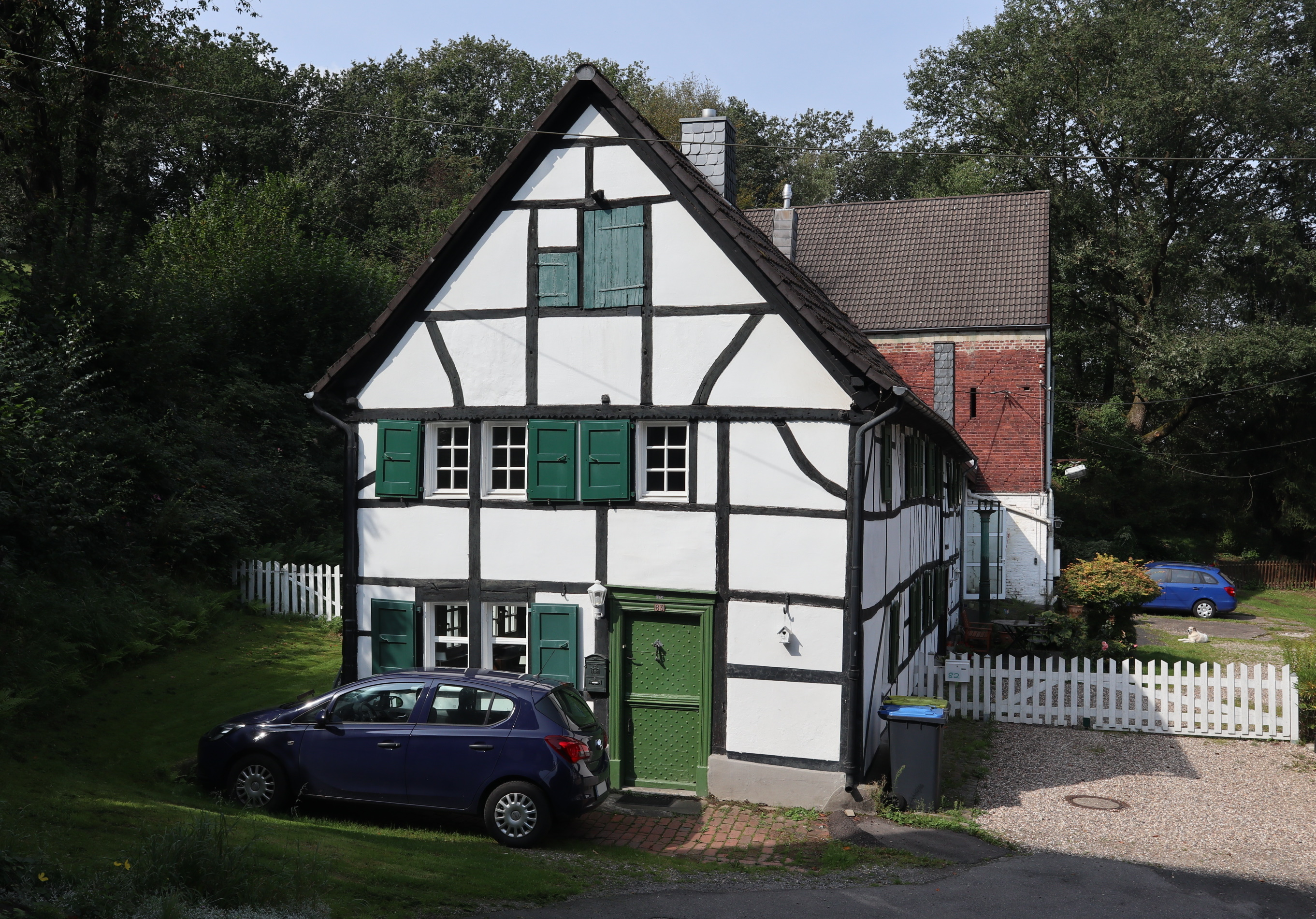
Früher Im Klauberg gelegen, heute am Hasseldeller Weg: Fachwerkhaus und Baudenkmal

Die Topographische Aufnahme der Rheinlande von 1824 verzeichnet den Ort mit insgesamt sieben verstreut liegenden Siedlungsbereichen als im Klauberg benannt, die Preußische Uraufnahme von 1844 verzeichnet das Gebiet nur als Klauberg. In der Topographischen Karte des Regierungsbezirks Düsseldorf von 1871 ist der Ortsbereich als Clauberg verzeichnet. In der Preußischen Neuaufnahme von 1893 ist der Ort als Im Klauberg verzeichnet.
Nach Gründung der Mairien und späteren Bürgermeistereien Anfang des 19. Jahrhunderts gehörte der Ort zur Bürgermeisterei Dorp, die 1856 das Stadtrecht erhielt, und lag dort in der Flur I. Schrodtberg. Die Bürgermeisterei beziehungsweise Stadt Dorp wurde nach Beschluss der Dorper Stadtverordneten zum 1. Januar 1889 mit der Stadt Solingen vereinigt. Damit wurde Im Klauberg ein Ortsteil Solingens.
Im amtlichen Stadtplan von 1929 sind der heutige Hof am Efeuweg 4 sowie der Hof am heutigen Hasseldeller Ufer als Im Klauberg verzeichnet. Unbenannte Höfe sind entlang der damaligen Dellestraße (heute Hasseldeller Weg) eingezeichnet sowie südöstlich der Hasselstraße. Ansonsten war der Bereich zu diesem Zeitpunkt noch weitgehend unbebaut. Nach der Städtevereinigung zu Groß-Solingen im Jahre 1929 galt es, die doppelten Straßennamen im Stadtgebiet zu beseitigen. Dazu gehörte auch die Dellestraße, bei der große Verwechslungsgefahr zur Deller Straße in Wald bestand. Daher griff man bei der Stadt Solingen auf die Flurbezeichnung Hasseldelle zurück, aus der Dellestraße wurde am 26. April 1935 der Hasseldeller Weg. In diesem Zuge wurde erhielt auch der Hof am Hasseldeller Ufer seinen heutigen Namen. Der Hof am heutigen Efeuweg erhielt den Namen Hohenklauberg, um ihn von der südlich gelegenen Hofschaft Klauberg unterscheiden zu können.
Ab Anfang der 1970er Jahre wurden vom Spar- und Bauverein Solingen sowie der Bremer Treuhand insgesamt 500 Wohnungen an der verlängerten Hasselstraße sowie der Dietrich- und der Rolandstraße errichtet. Die dort entstandene Großwohnsiedlung, eine Satellitenstadt auf einer Bergkuppe oberhalb der Kohlfurth, wird seither als Hasseldelle bezeichnet.:131ff. Dieser Name verdrängte schließlich auch die im Volksmund teils noch gebräuchliche Ortsbezeichnung Im Klauberg. Im bis dahin meist als Hohenklauberg genannten Bereich im Westen entstand eine Wohnsiedlung mit Einfamilienhäusern an den neu angelegten Straßen Efeu- und Ginsterweg. Diese wurde bis Anfang der 1980er Jahre bis zum alten Hof Erbenhäuschen an der Margaretenstraße erweitert.
Das in einem der Höfe nördlich der Hasselstraße erhaltene Fachwerkhaus Hasseldeller Weg 82, 83 ist seit 1987 unter der laufenden Nummer 813 in die Solinger Denkmalliste eingetragen. Es wurde im 18. Jahrhundert erbaut.